# Unterbissingen
Unterbissingen ist ein Gemeindeteil von Bissingen im schwäbischen Landkreis Dillingen an der Donau in Bayern. Der Ort wurde am 1. Juli 1971 in den Markt Bissingen eingemeindet. Er liegt 500 Meter südlich von Bissingen und südlich der Kessel an einem Talhang. Die höchste Höhe beträgt 435 Meter.

## Geschichte
Das Kirchdorf wird erstmals 1377 als „Niderpissingen“ und 1460 als „Underpissingen“ überliefert. Er ist wohl eine von Bissingen im Mittelalter angelegte Ausbausiedlung. Das Geschlecht der Unbereit saß im ausgehenden 14. Jahrhundert im Ort, in dem die Grafen von Oettingen ein eigenes Vogtamt besaßen. Dieses Vogtamt wurde Anfang des 19. Jahrhunderts in das Oberamt Bissingen eingegliedert.

## Religion
Unterbissingen gehörte immer zur Urpfarrei des mittleren Kesseltals, der Pfarrei Bissingen. Die Filialkirche St. Ulrich besitzt ein romanisches Langhaus aus dem 13. Jahrhundert und einen Chor aus dem 14./15. Jahrhundert.

## Bevölkerungsentwicklung
- 1840: 347 Einwohner
- 1875: 273 Einwohner
- 1939: 256 Einwohner
- 1950: 353 Einwohner
- 1961: 278 Einwohner[3]
- 1970: 271 Einwohner[3]
- 1990: 229 Einwohner
- 2000: 234 Einwohner
- 2020: 229 Einwohner

## Persönlichkeiten
- Georg Danner, der Baumeister verstarb am 24. Dezember 1686 in Unterbissingen